# Anne Strésor
Anne Renée Strésor, née à Paris le 23 janvier 1651 et morte dans la même ville le 6 décembre 1713, est une artiste peintre française spécialisée dans les miniatures puis dans les tableaux religieux après qu'elle ait pris le voile.

## Biographie
Née le 23 janvier 1651 dans la paroisse de Saint-Germain-l'Auxerrois à Paris, Anne-Renée Strésor est la fille du peintre portraitiste allemand Henri Strésor (vers 1613 - décembre 1679) et de Catherine Buart (Bouart ou Buert, 1622 - mai 1679). Elle eut plusieurs sœurs et frères, la plupart morts à un jeune âge : Catherine (1646-1647), Catherine-Ursule (1659-1663), Joseph-Guillaume (1661-1668) et François-Henri qui devint militaire. 
Elle a probablement été formée par son père. Habile miniaturiste, c'est en réalisant le portrait miniature de la dauphine Marie-Christine de Bavière qu'elle se fait vraiment connaître et se fit remarquer auprès du roi. Le 24 juillet 1676 (ou 1677 selon les sources), elle présente une miniature (Jésus-Christ apparaissant à Saint Paul sur le chemin de Damas) à l'Académie royale de peinture et de sculpture. Acceptée le jour même, elle fait partie des toutes premières femmes membres à l'Académie. 
Les documents de l'époque la décrivent comme une femme de petite taille, aimable, cultivée et coquette,. 
Durant l'année 1679, elle perd ses deux parents à quelques mois d'intervalle. Son père est mortellement blessé par une charrette au mois de décembre et meurt deux jours après l'accident. 

### Entrée dans les ordres

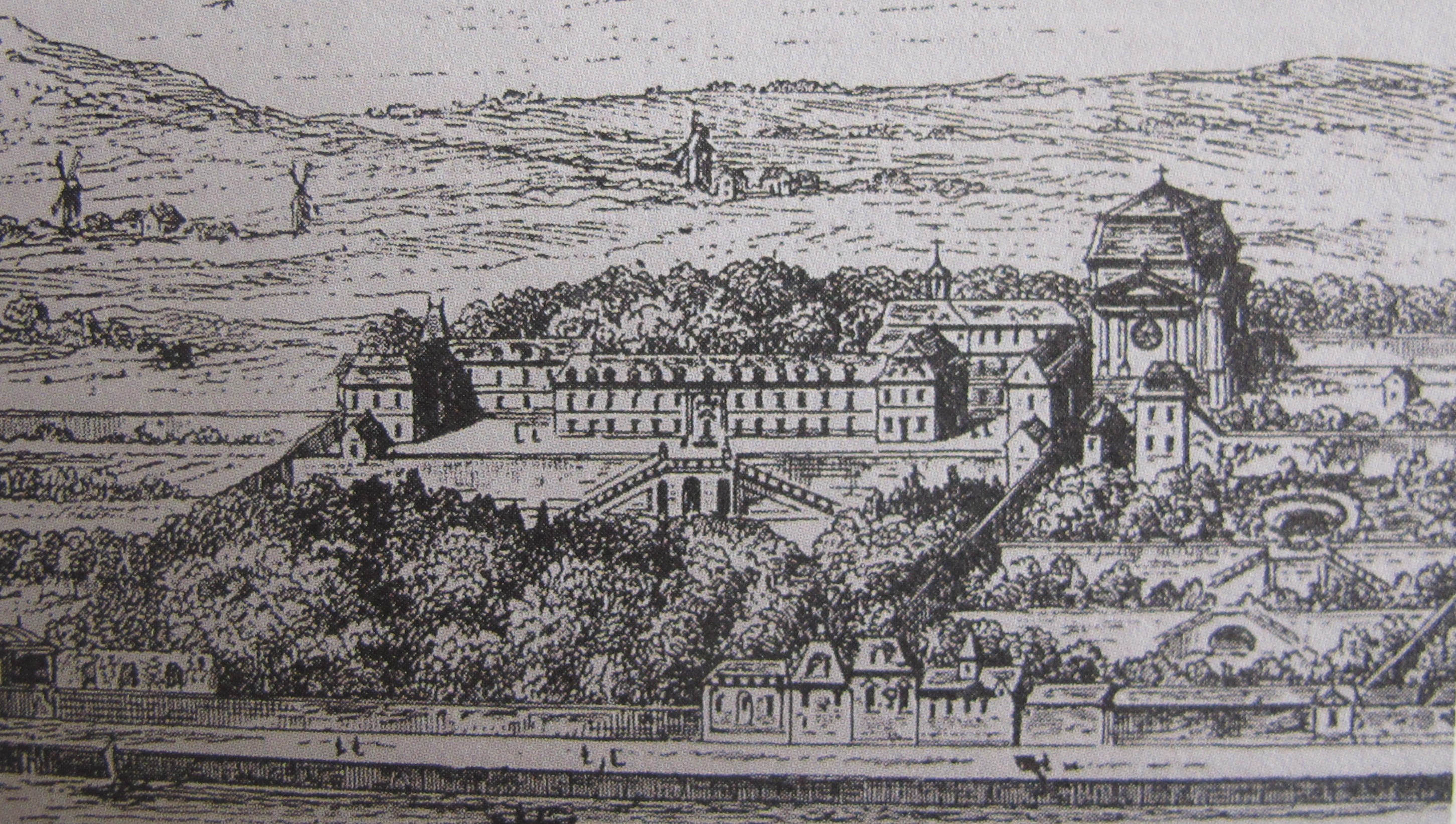
Gravure représentant le couvent de Chaillot vers 1774.

À la suite de la disparition de ses parents, elle prend le voile du noviciat et entre au couvent des Visitandines de Chaillot en 1681. La raison exacte de son entrée dans les ordres, alors que son art est apprécié et reconnu, est inconnue. Plusieurs sont avancées : la solitude à la suite de la perte de sa famille, des problèmes d'argent ou de santé... Une raison plus romanesque est parfois donnée : l'existence d'un soupirant et un dépit amoureux. Malgré son absence de richesses, c'est son don pour la peinture qui lui permet de rentrer dans l'ordre sans apporter de dot. Abandonnant la miniature, elle se met à la peinture à l'huile pour réaliser de grands tableaux qui orneront le sanctuaire de sa communauté. 
Elle prononce finalement ses vœux le 19 mai 1687 et prend le nom de Sœur Anne-Marie,. En parallèle de ses peintures, elle donne également des cours de dessins et de peintures à ses sœurs.
À la suite de problèmes de vue lors de ses dernières années, elle réduit fortement ses heures de peintures et se met à filer et à coudre. Elle meurt dans son couvent en décembre 1713 d'un œdème (appelée à l'époque hydropisie).

## Œuvres
Aucune œuvre d'Anne Strésor n'a été retrouvée. Celles présentent au couvent de Chaillot ont disparu lors de la destruction du bâtiment le 31 août 1794 à la suite de l'explosion de la poudrerie de Grenelle.
Quelques œuvres présentes dans l'église du couvent et détruites depuis :
- Immaculée Conception, 1688
- Copies des Sept sacrements de Nicolas Poussin
- Le Mariage de Saint Joseph
- Naissance du Christ
- Saint Joseph